# Романівський район (Саратовська область)
Романівський район (рос. Романовский район) — муніципальне утворення в Саратовській області. Адміністративний центр району — смт Романівка. Населення району — 15 135 осіб.

## Географія
Найзахідніший район області. Розташований у степовій зоні в межах Оксько-Донської рівнини у басейні річки Карай, притоки Хопра. Багатством району є високопродуктивні чорноземні ґрунти.

## Історія
Район утворений 23 липня 1928 року в складі Балашовського округу Нижньо-Волзького краю. До його складу увійшла територія колишньої Романівської волості Балашовського повіту Саратовської губернії.
З 1934 року район в складі Саратовського краю, з 1936 року — в складі Саратовської області.
З 6 січня 1954 року по 19 листопада 1957 року район входив до складу Балашовської області.
В 1963–1965 роках район був скасований.
З 1 січня 2005 року район перетворений в муніципальне утворення Романівський муніципальний район.

## Економіка
Район сільськогосподарський, виробляються зернові, соняшник, цукровий буряк, м'ясо, молоко. В особистих господарствах вирощують цибулю, картоплю.
В районі 4 промислових підприємства, найбільше — комбінат хлібопродуктів, інші три — молокозавод, асфальтний завод.

## Пам'ятки
М'які обриси рельєфу, гладкі поля і лугове різнотрав'я долини річки Карай створюють своєрідні привабливі пейзажі. Також мальовничість Романівці і району надають стрічкові ліси в долинах Карая і Хопра.
Найстаріше село — Великий Карай (засновано в 1690-х роках). У місцевій школі краєзнавчий музей. Також серед пам'яток можна відзначити заказник «Заплавна діброва».